# ماريا كالابوثاكس
ماريا كالابوثاكس (باليونانية: Μαρία Καρίαποθάκη، 1859-1941) كانت طبيبة يونانية من أصل أمريكي. وكانت أول طبيبة في اليونان الحديثة. كانت رائدة في مجال التعليم الطبي للنساء في اليونان في أواخر القرن التاسع عشر إلى جانب أنجيليك بانايوتاتو. كانت عضوًا في اتحاد النساء اليونانيات أو إينوسيس تون هيلينيدون (Ένωση των Ενωσηνίδων) مع كاليروي بارين. أنشأت عيادة للنساء والأطفال وقامت بتدريب الممرضات. حضرت ماريا المؤتمر الطبي اليوناني الأول وقامت بحملة لمكافحة مرض السل. كما كانت سكرتيرة المجلس الدولي للمرأة في اليونان من 1906 إلى 1909. ومن المؤسف أنه لم يُسمح للنساء بتدريس الطب في جامعة أثينا. قوبلت أنجيليك بانايوتاتو بانتقادات شديدة من قبل الرجال في عام 1908 عندما حاولت إلقاء محاضرة في جامعة أثينا. قررت كالابوثاكس تدريس النظافة في مدرسة أرساكيون الثانوية للبنات. لم يكن بإمكان النساء التصويت في اليونان حتى عام 1956.
ولدت ماريا في أثينا لامرأة أمريكية تدعى مارثا هوبر بلاكلر كالابوثاكس والجراح اليوناني ميخائيل كالابوثاكس. التحقت بالمدرسة في الولايات المتحدة وكلية الطب في باريس في جامعة السوربون لمدة ثماني سنوات. عندما عادت إلى اليونان كانت أول طبيبة في البلاد. كانت أنجيليك بانايوتاتو أول امرأة تتخرج من كلية الطب بجامعة أثينا في نفس الفترة تقريبًا. ناضلت ماريا من أجل حقوق المرأة طوال حياتها، وحصلت على الصليب الفضي في عام 1899 تقديرًا لعملها المتفاني. شاركت في مساعدة عدد لا يحصى من لاجئي الحرب خلال الانتفاضات المختلفة التي شملت اليونان. توفيت فقيرة عام 1941 لأنها أنفقت أموالها في مساعدة المرضى.

## السيرة الذاتية
ولدت ماريا في أثينا. كانت ابنة المبشرة الأمريكية مارثا هوبر بلاكلر كالابوثاكس والجراح اليوناني مايكل دي كالابوثاكس. كانت والدتها مبشرة بروتستانتية من ماساتشوستس. كان والد ماريا من أريوبولي. منذ صغرها، تابع والدها بعض محاضرات جوناس كينغ. وكانوا أعضاء في الكنيسة الإنجيلية. كان والدها جراحًا عسكريًا ودرس اللاهوت في جامعة كولومبيا في نيويورك. عاشت العائلة في البداية في اليونان. لقد ساعدوا صموئيل جريدلي هاو عندما جاء إلى اليونان لمساعدة اللاجئين الكريتيين في ستينيات القرن التاسع عشر. كانت ماريا تبلغ من العمر اثني عشر عامًا تقريبًا عندما توفيت والدتها عام 1871. تزوج والدها مرة أخرى من امرأة تدعى الآنسة مارغريت كايل في 31 يناير 1877، وكانت زوجة والد ماريا. لعب مايكل والد ماريا دورًا رئيسيًا في الكنيسة الإنجيلية في أثينا حتى وفاته عام 1911. كان لماريا شقيقان، ديميتريوس كالابوثاكيس، وكان شيخًا في الكنيسة الإنجيلية وصحفيًا، وكانت أختها دافني كالوبوثاكيس عالمة آثار رائدة.
تخرجت ماريا من مدرسة ثانوية يونانية ثم عادت إلى الولايات المتحدة والتحقت بملحق هارفارد (كلية رادكليف الآن) حيث حصلت على درجة البكالوريوس. بسبب رغبتها في مساعدة الناس وخبرتها في مساعدة والدها في الطب، أرادت ماريا أن تصبح طبيبة. واصلت دراستها في الطب في جامعة السوربون في باريس لمدة ثماني سنوات من 1886 إلى 1894. حصلت على حقوق متساوية في الجامعة والمستشفيات المحلية، وهو موضوع كان غريبًا في اليونان. عملت ماريا مع بعض من ألمع الجراحين في باريس. كانت أطروحتها الدكتوراه حول الاختلالات المزمنة في الجهاز الهضمي عند الرضع، كما كانت مهتمة بالجراحة وأمراض النساء. وارتكز بحثها على تطور الغدد المعدية لدى الأجنة من الشهر السادس حتى الولادة. عادت ماريا إلى أثينا عام 1894، واجتازت الاختبارات الشفهية والكتابية التي قدمتها كلية الطب بجامعة أثينا للحصول على الترخيص الطبي.